# Bogrács

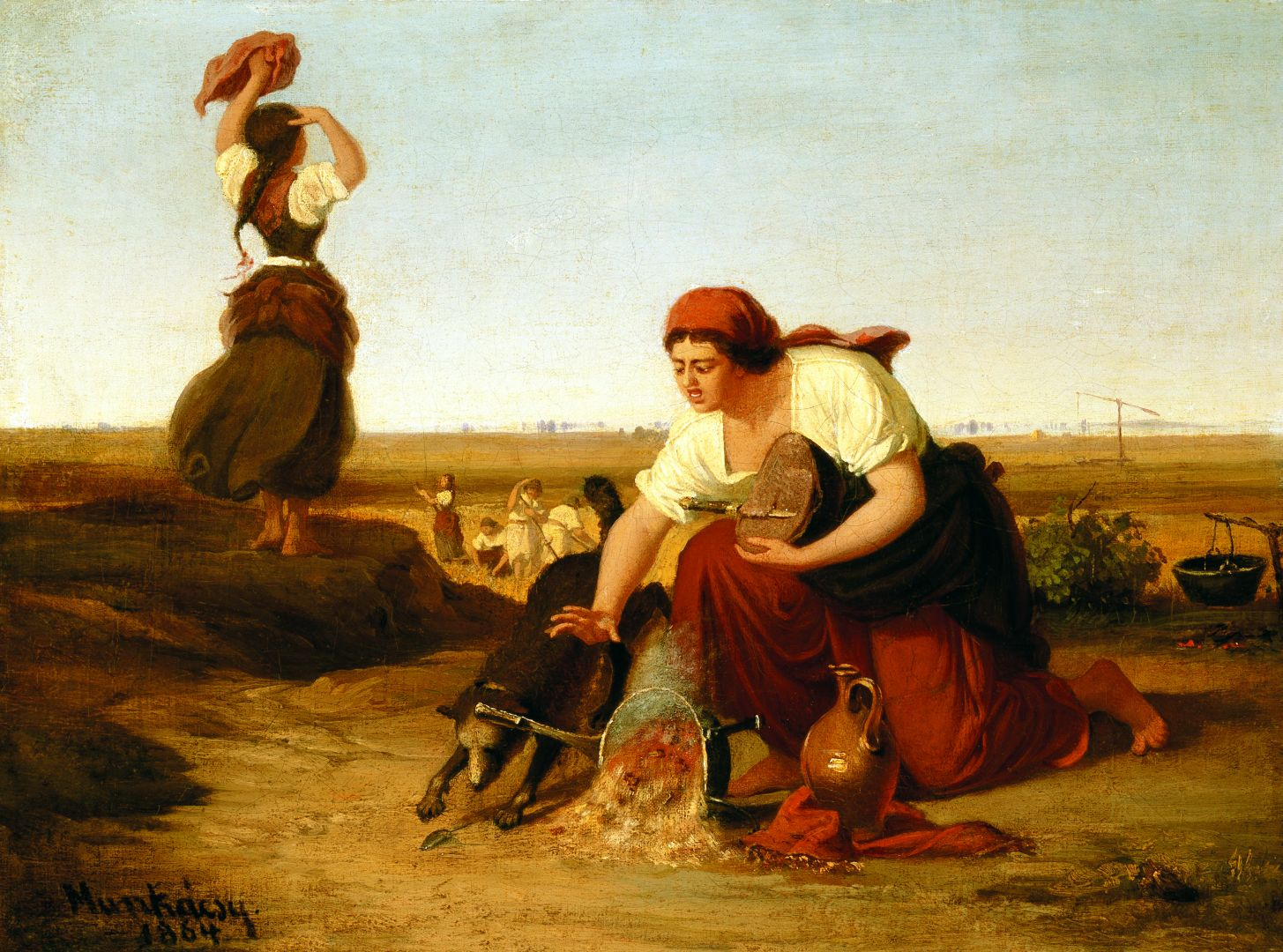
Munkácsy Mihály: A bogrács

A bogrács egy fémből készült szabadtűzi főzőedény. Jellegzetes alakja és átlós fogantyúja különbözteti meg a hasonló edényektől. Elterjedése a nomád lovas kultúrákhoz vezethető vissza, őse a cserép üst, a honfoglaló magyarokkal került a Kárpát-medencébe. Bogrács szavunk az oszmán-török eredetű bakraç – rézüst szóból ered.

## Bográcsfajták
Alapvető típusok:

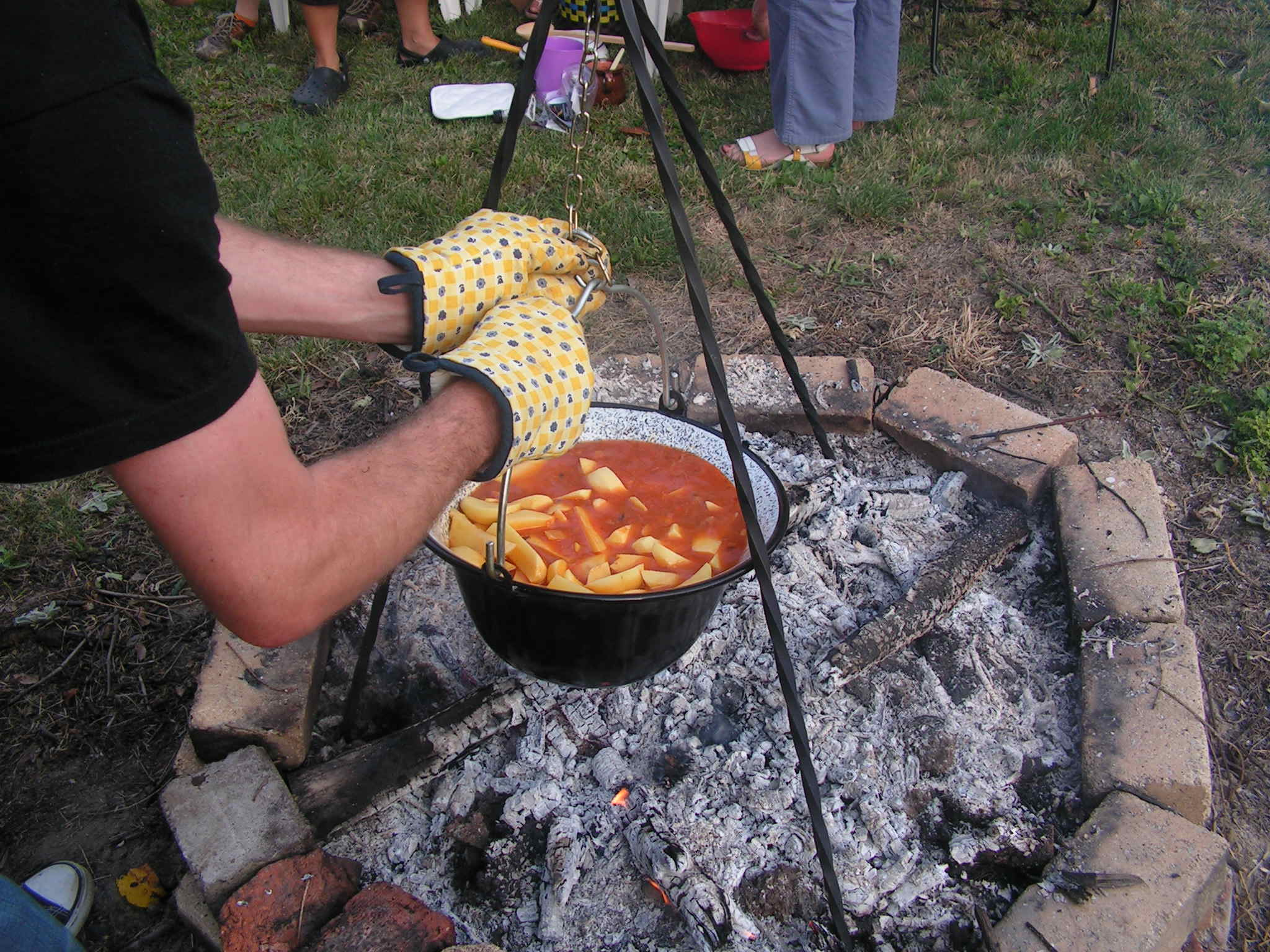
Paprikás krumpli bográcsban

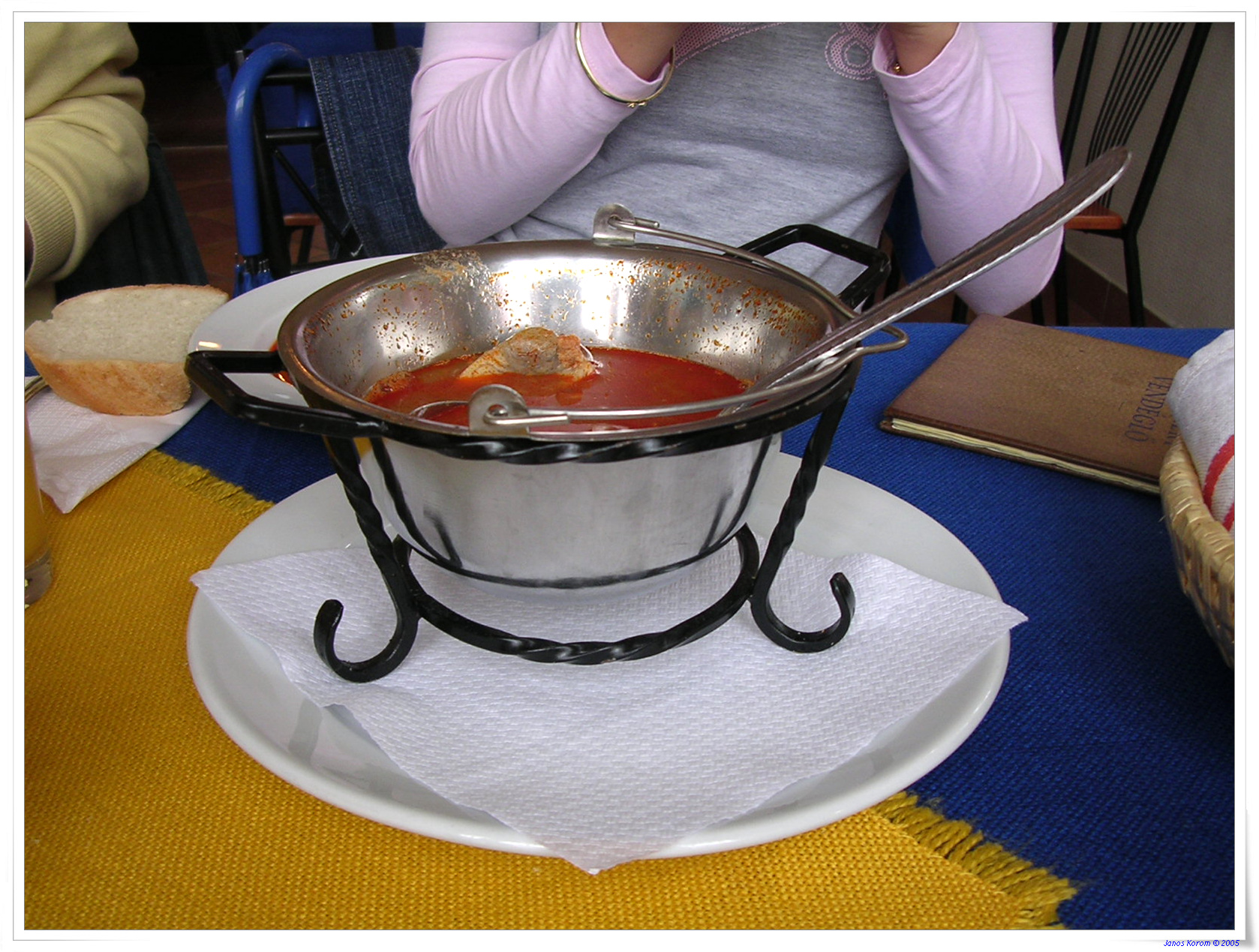
Balatoni halászlé asztali tálaló bográcsban

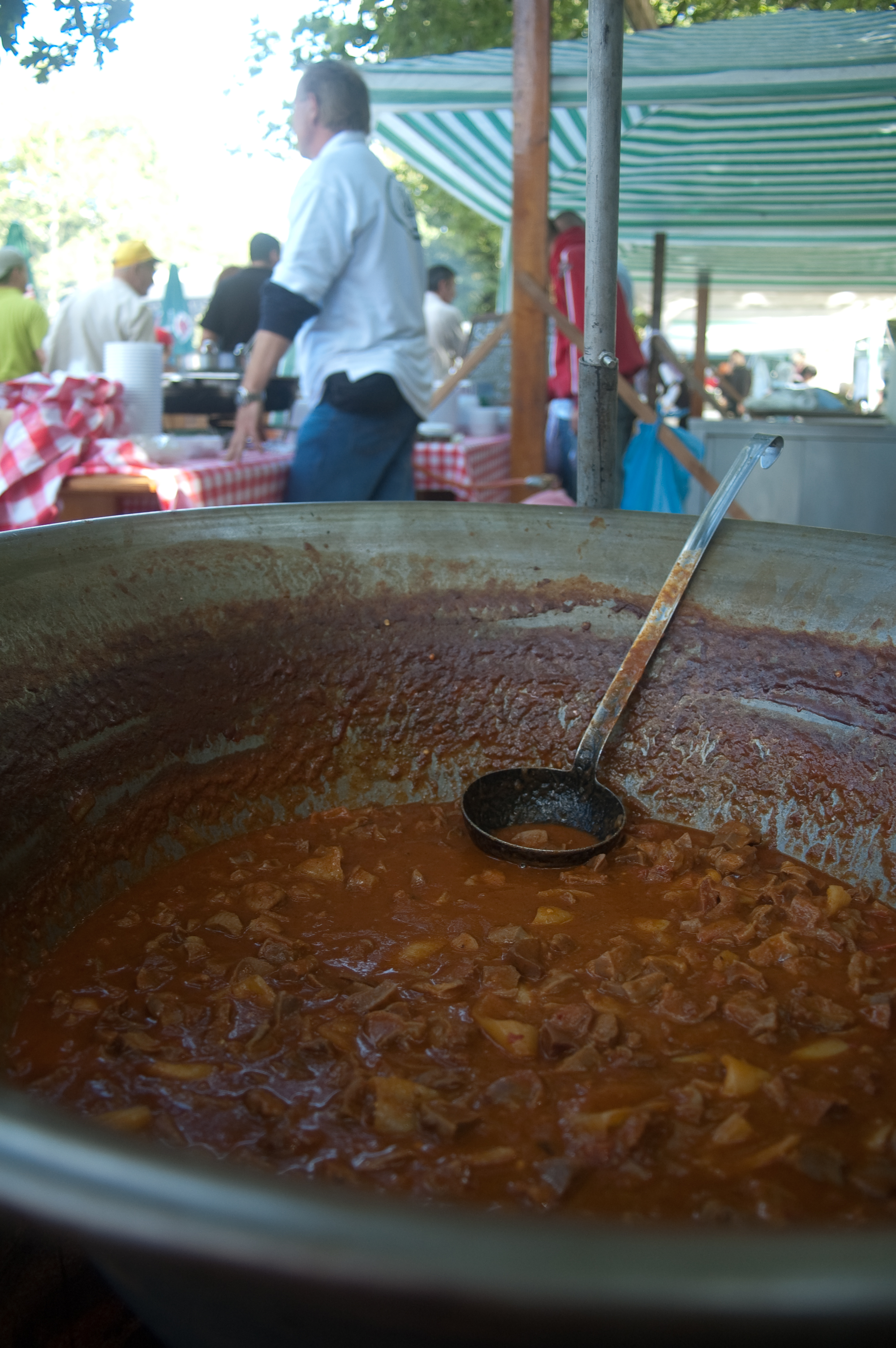
Egy felfelé szélesedő bogrács pörkölttel telve

- gulyásbogrács – klasszikus bográcsforma, kb. 5-30 literes méretű edény
- halfőző bogrács – az alsó része szélesebb, mint a szája
- asztali tálaló bogrács – kisméretű, díszesebb kivitelű asztali edény 0,8 mm falvastagságú, asztalra állítható tartóval.

Anyag és kivitel szerint csoportosítva:
- vörösréz bogrács 1,2 mm falvastagságú
- vas bogrács 1,4 mm falvastagságú
- öntöttvas bogrács
- acél bogrács 1,4 mm falvastagságú
- rozsdamentes acél bogrács 1,2-1,3 mm falvastagságú
- zománcozott bogrács

## Jellemzői
- Különböző űrtartalmú és alakú bográcsok vannak. A fémbográcsok falvastagsága 0,8-1,4 mm között változik. Az öntöttvas és zománcozott bográcsok ennél nagyobb falvastagságúak
- A gulyásfőző felfelé szélesedő, a halfőző pedig fent szűkebb, mint a feneke.
- Nagy drótfülével, bográcsállványon függeszthető a tűz fölé.

## Főzés bográcsban
A  bográcsban ugyanazok az egytálételek elkészíthetőek, mint egy konyhai tűzhelyen, azonban a bográcsban készült ételek íze sokkal gazdagabb, ízesebb, mivel azokba belefő a füst és a tüzelés által felszabaduló "aromák" nagy része. Ha keményfát használnak a bográcsban készült étel elkészítéséhez, akkor az étel a használt tűzifa fajtájától függő, jellegzetes füstös ízt kap. Legtöbben az akácfát javasolják tűzifának, a bográcsos étel elkészítéséhez.
A bográcsos ételek készítéséhez olyan közösségi tevékenységek (bográcstársaság) kapcsolódhatnak (favágás, alapanyagok összekészítése), amelyben az egész család, vagy a baráti kör is részt vehet.

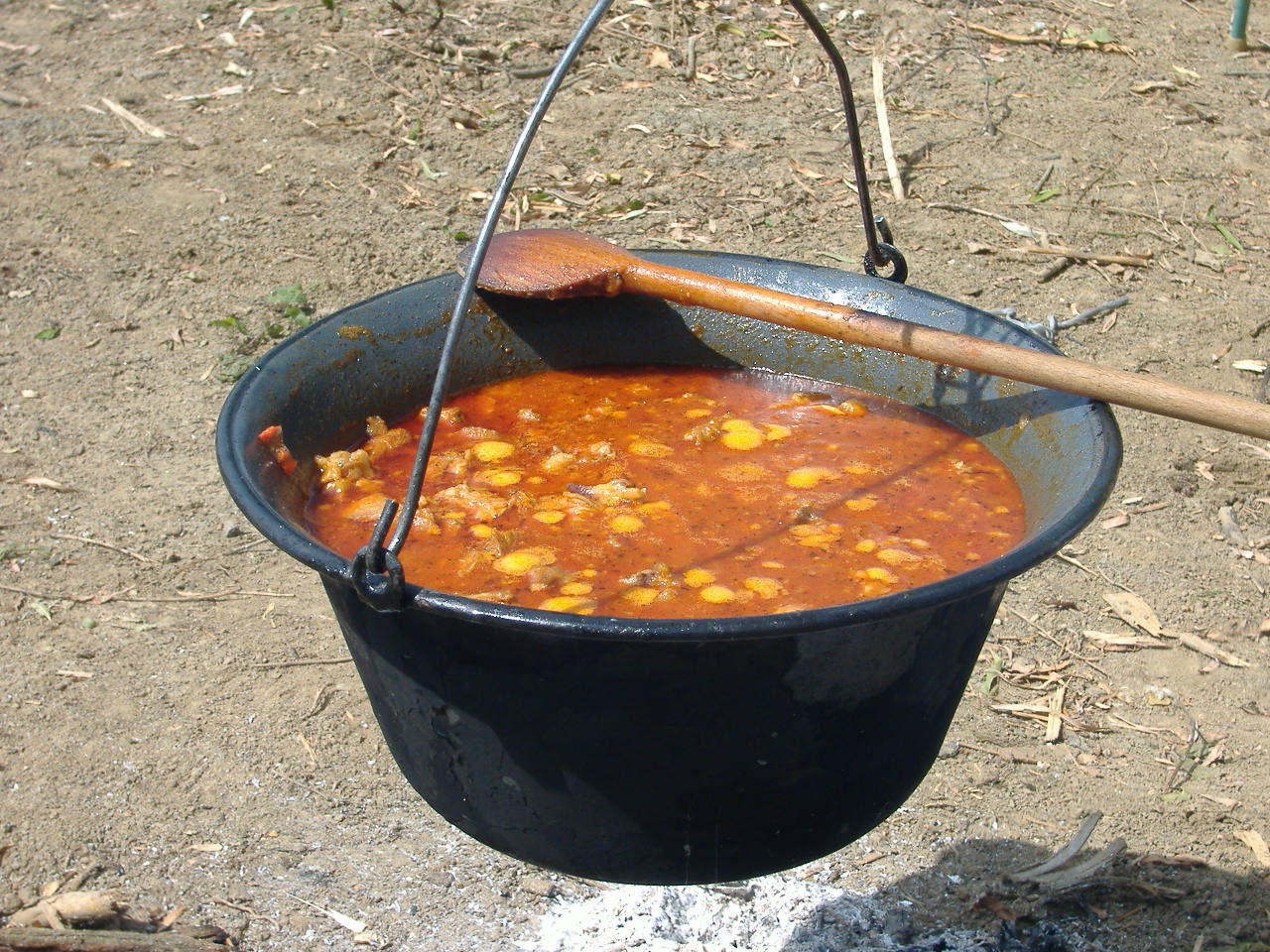
A hagyományos magyar konyha jellegzetes étele a gulyás